# Münchner Grüngürtel

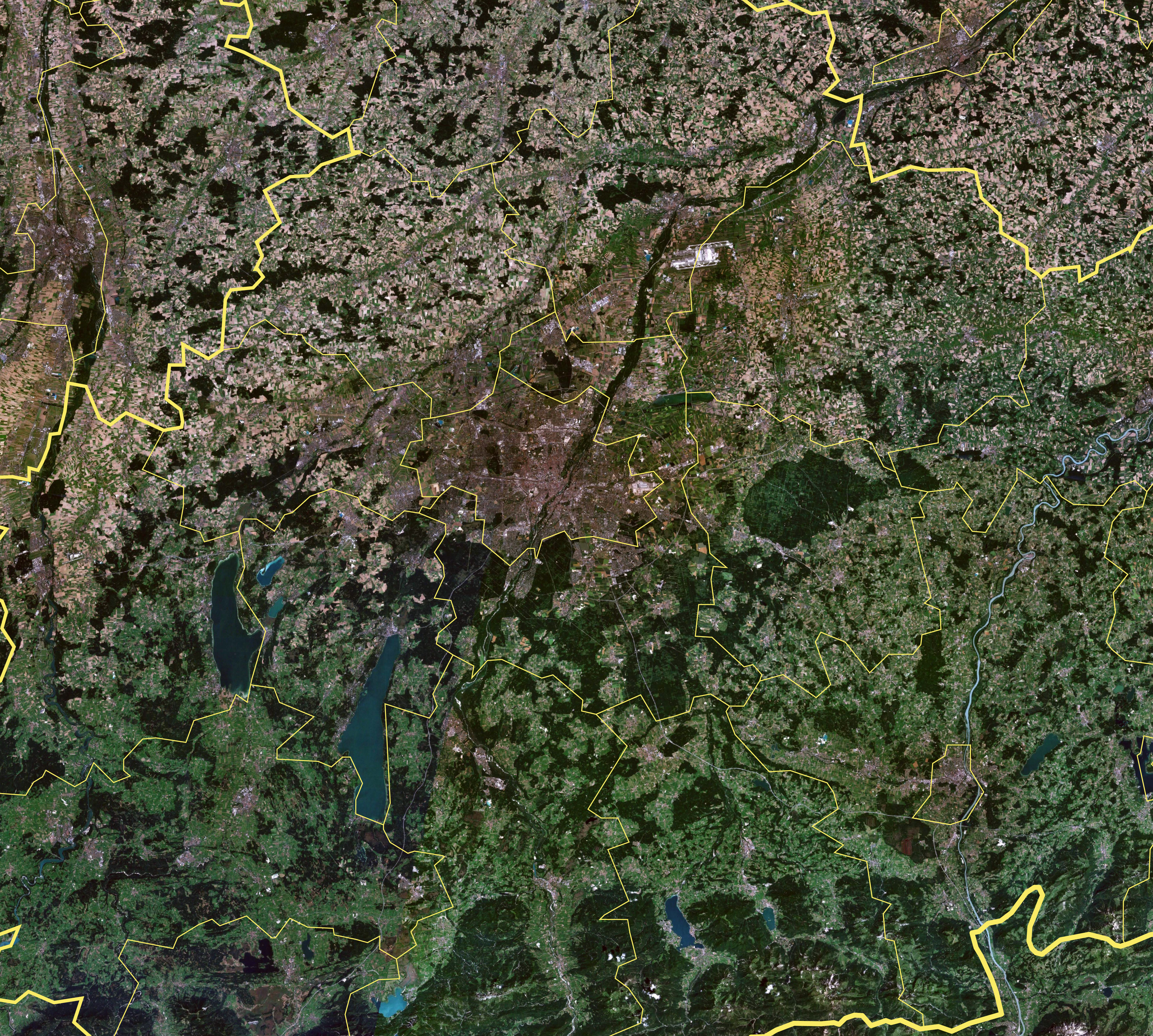
Satellitenbild der Region München, mit Kreisgrenzen

Der Münchner Grüngürtel bezeichnet die nicht bebauten Freiräume am Stadtrand von München sowie im Übergangsbereich zu den Nachbargemeinden.
Der Münchner Grüngürtel umfasst etwa 335 Quadratkilometer Fläche.

## Geschichte
Im Jahr 1989 startete das Projekt des Münchner Grüngürtels zunächst, um die stadtnahe Lebensmittelproduktion zu stärken. Knapp 10 Jahre später definierte die Stadt München den Grüngürtel im Stadtentwicklungskonzept „Perspektive München“ als Handlungsraum. 2015 folgten Handlungsempfehlungen zur Stärkung des Münchner Grüngürtels in einem Gutachten für die langfristige Freiraumentwicklung („Freiraum München 2030“). In diesem Zusammenhang entstanden auch die Charakterisierung der vielfältigen Landschaftsräume und ein Wegekonzept.

## Grünflächen
Traditionell sind die Flächen um München überwiegend landwirtschaftlich genutzt. Es gibt derzeit rund 100 landwirtschaftliche Vollerwerbsbetriebe im Stadtgebiet sowie mehrere Krautgärten und Beerencafés zum Selbsternten.
Es finden sich jedoch auch wertvolle, noch erhaltene Teile der ursprünglichen Landschaft auf dem Gebiet der Münchner Schotterebene: die Wälder im Norden (Hartelholz, Schwarzhölzl), Westen (Angerlohe, Allacher Forst, Aubinger Lohe, Forst Kasten, Kapuzinerhölzl) und Süden (Forstenrieder Park, Grünwalder Forst, Perlacher Forst), die teilweise renaturierte Isar mit ihren Kiesbänken und Auebereichen, die weiten, blütenreichen Heidegebiete (Fröttmaninger Heide, Langwieder Heide, Panzerwiese, Landschaftspark Hachinger Tal, Feldmochinger Anger, Trockenbiotop Kies-Trasse) im Norden und Südosten sowie die Mooslandschaften im Westen (Aubinger Moos) und Norden (Dachauer Moos, Ludwigsfelder Moos, Erdinger Moos, Johanneskirchener Moos). Auch im Stadtgebiet gibt es vereinzelt Biotopflächen (Hirschau mit Oberer Isarau, Nordmünchner Kanalsystem, Amphibienbiotop Fasanerie, Amphibienbiotop südlich des Skabiosenplatzes, Biotop am Ackermannbogen, Flaucher, Virginia-Depot, Grünfläche an der Schittgablerstraße, Bahnhof München Olympiastadion; siehe auch: Grünanlagen in München). 2001 beschloss die Stadt München, ein Ökokonto zu errichten und weitere Flächen zu renaturieren.
In der Allacher Lohe ist einer der drei in Bayern verbliebenen Standorte des Holzapfels (Malus sylvestris).
Weltweit einzigartig im Vorkommen sind in München die Bayerische Zwergdeckelschnecke (Sadleriana bavarica), der Münchner Goldhahnenfuß (Ranunculus monacensis und Ranunculus constans) und die Münchner Primel (Primula auricula var. monacensis).
Die Stadtklimaanalyse der Landeshauptstadt München identifizierte im Grüngürtel Flächen von mittlerer bis sehr hoher bioklimatischer Bedeutung, abhängig von der Nähe zu dichter bebauten Siedlungsgebieten.

## Naherholung
Der Münchner Grüngürtel ist für die Bürger der Region ein überaus beliebter Naherholungsraum. Ein Großteil der Münchner (81 %) besucht mehrmals im Jahr den Grüngürtel (Stand Oktober 2021). Für überörtliche Erholungsflächen im Raum München bemüht sich auch der Erholungsflächenverein.
Flora

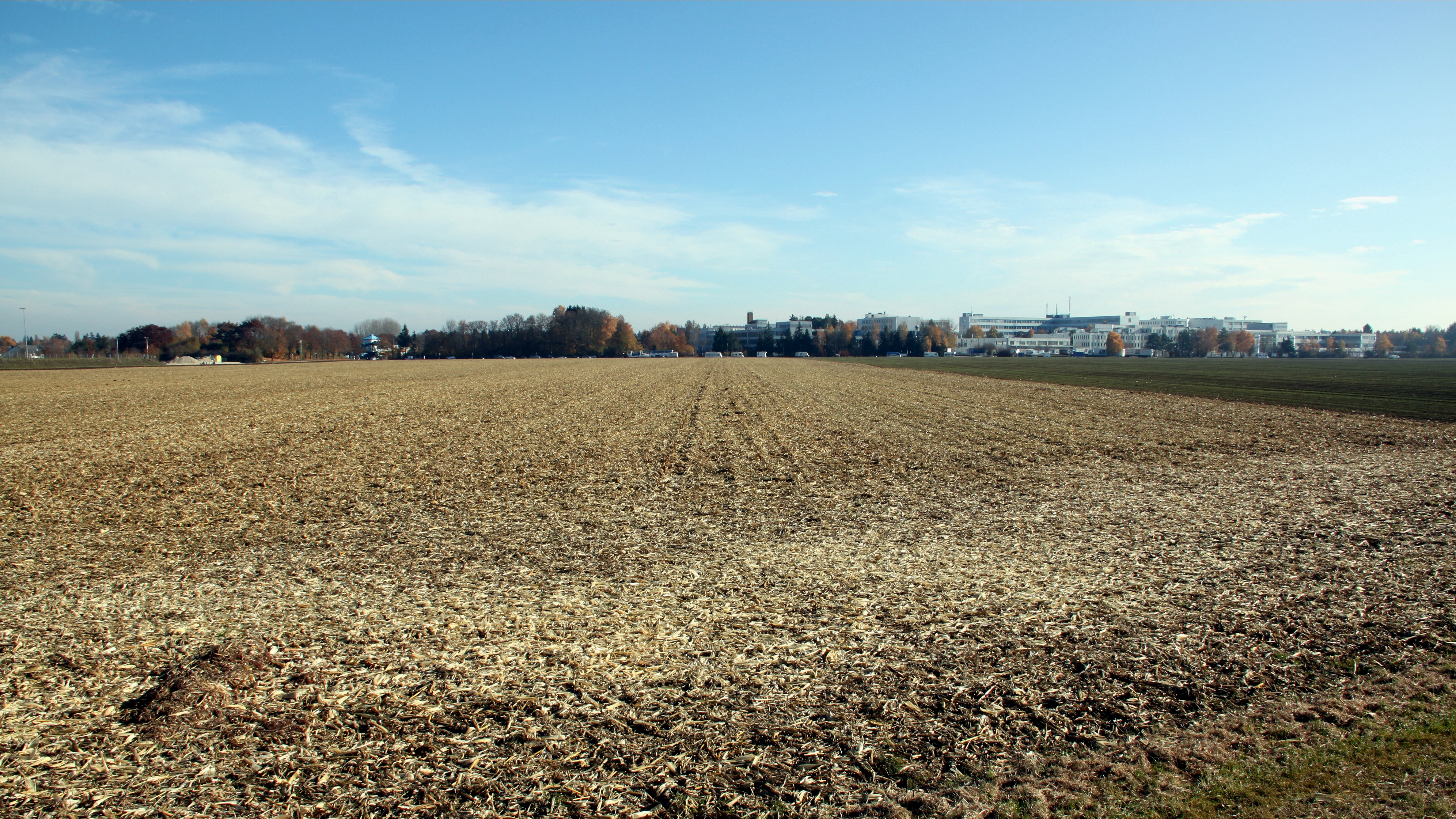
Landwirtschaft auf der Schotterebene bei Ottobrunn
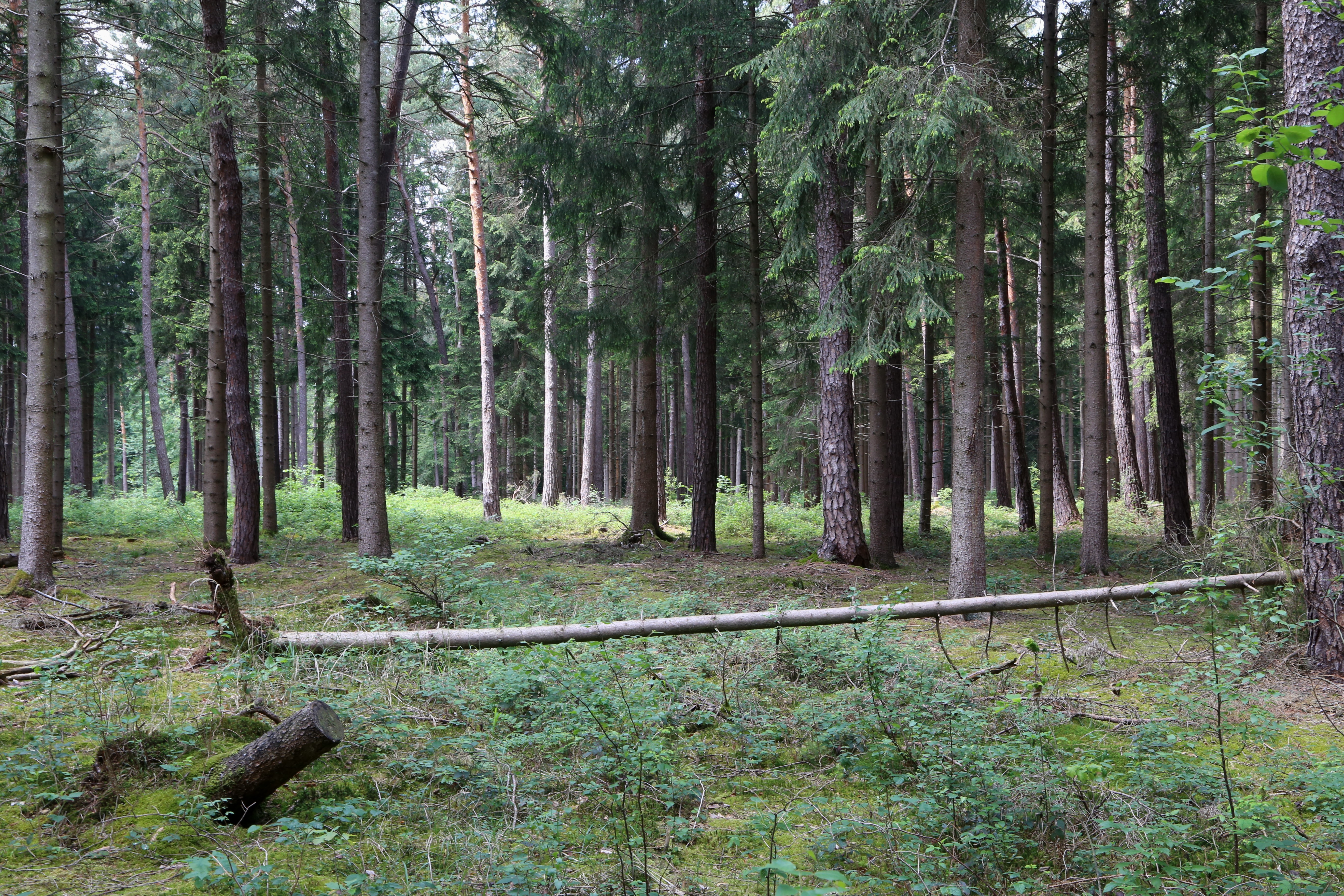
Hartelholz
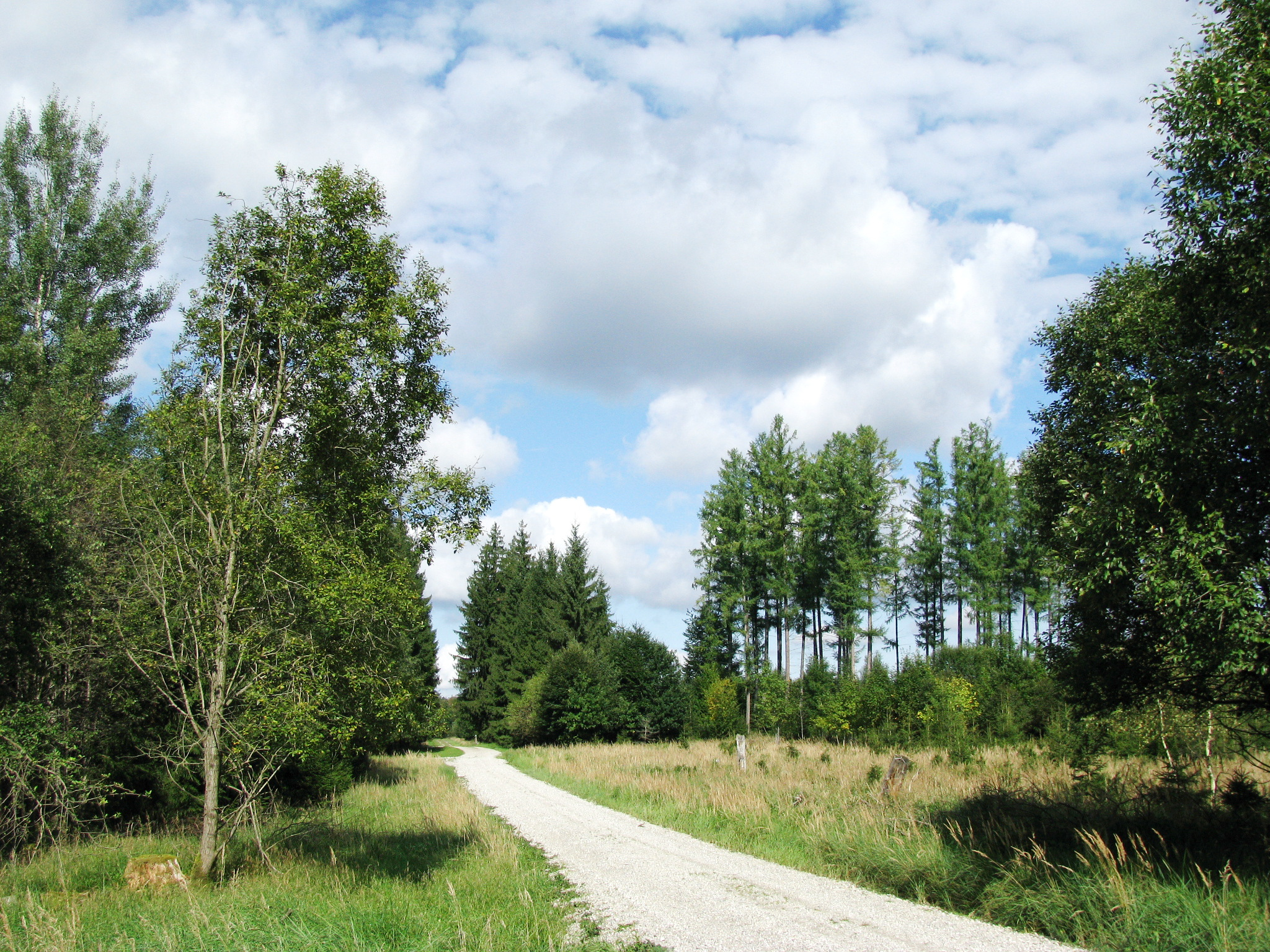
Forstenrieder Park
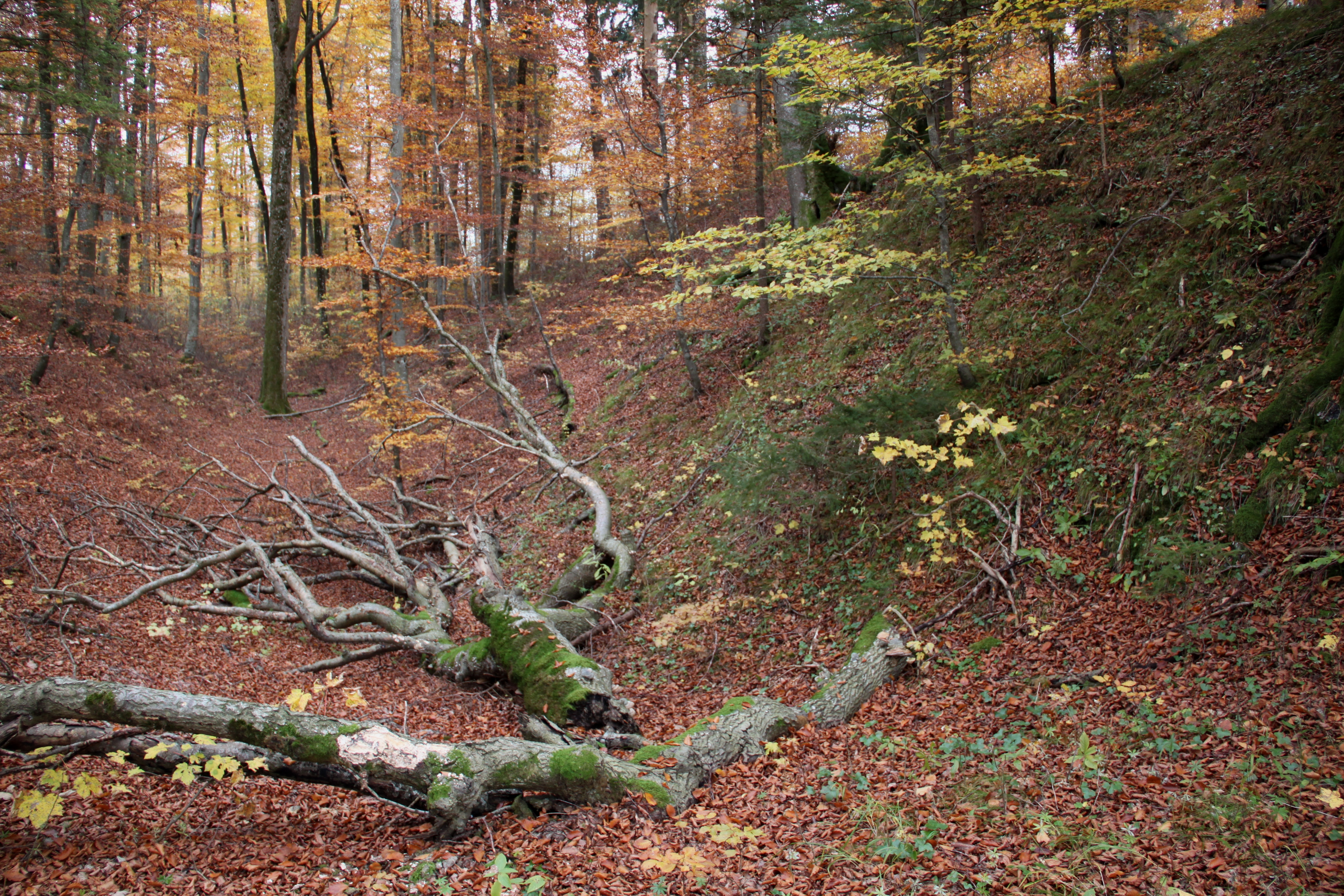
Grünwald
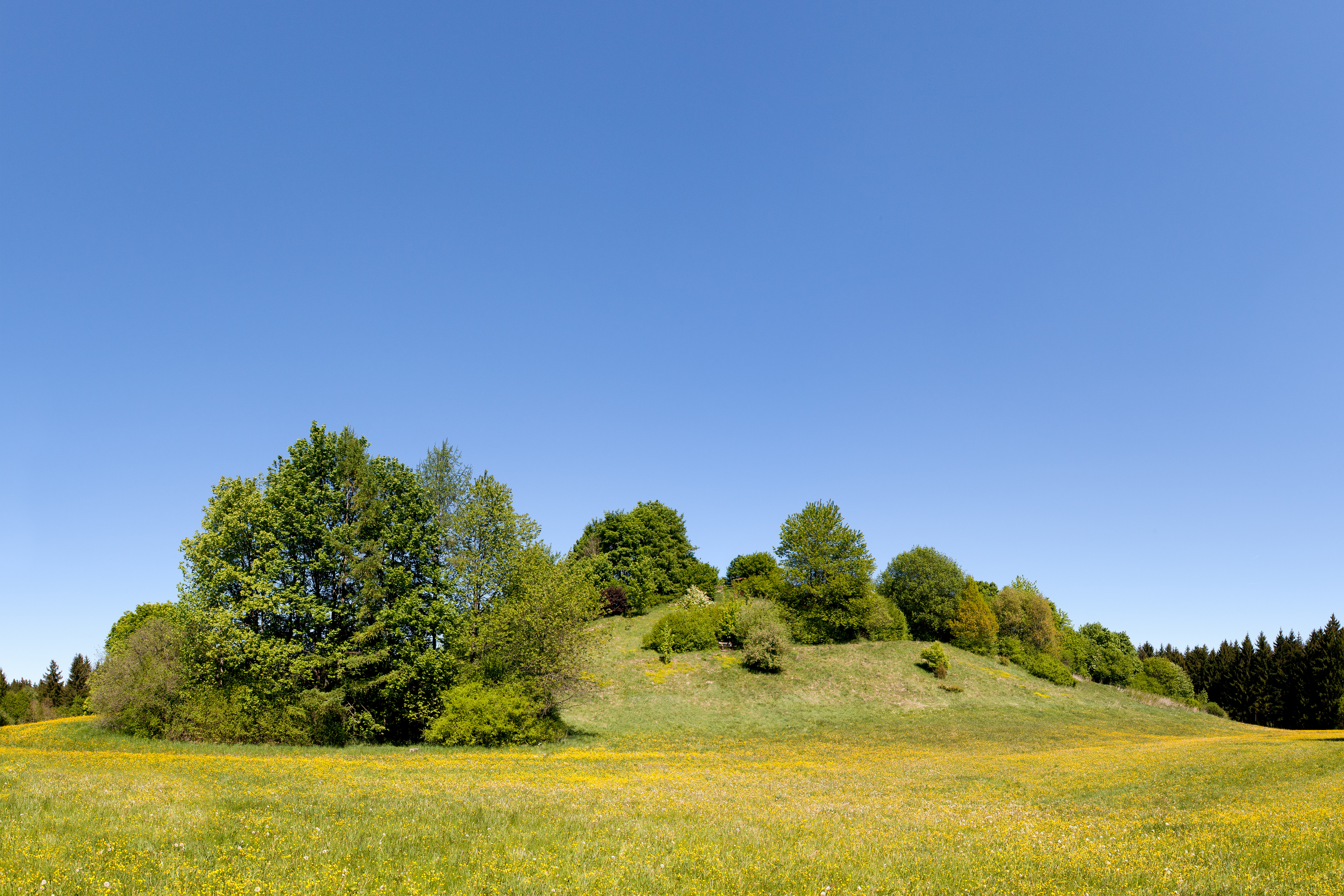
Perlacher Mugl
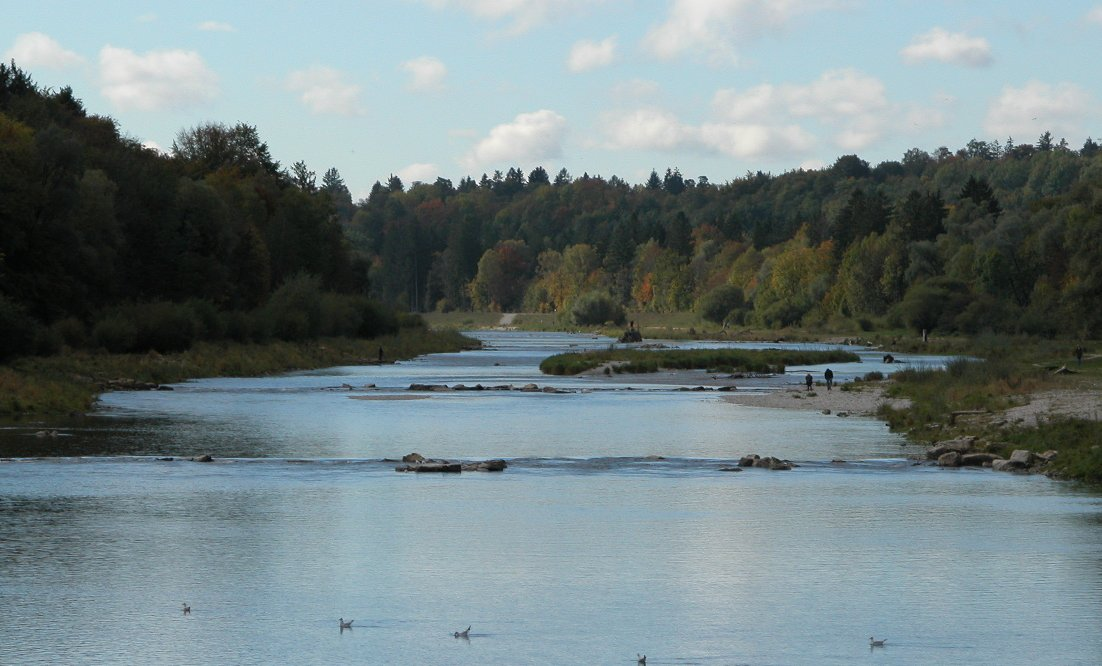
Isar
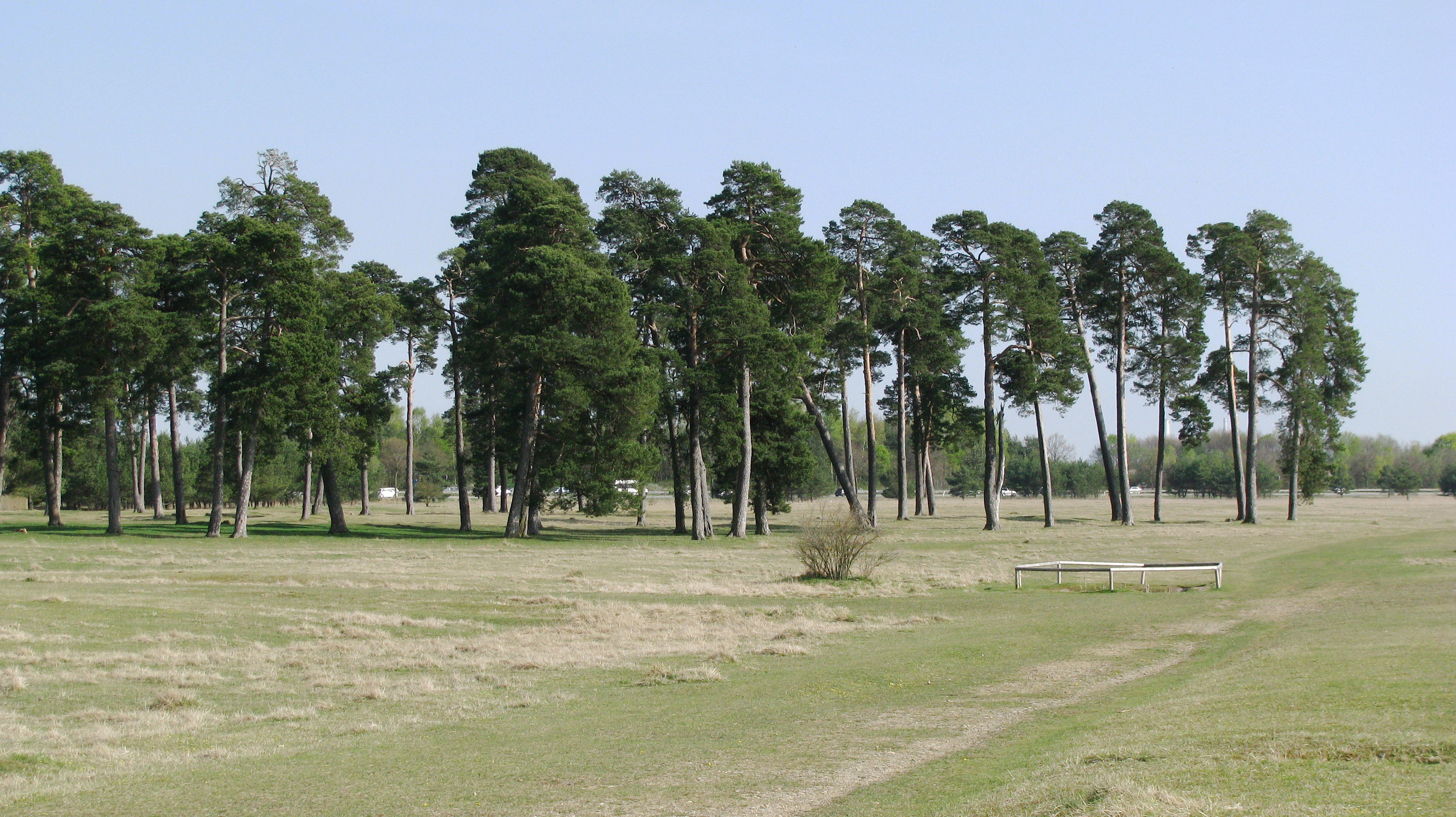
Panzerwiese
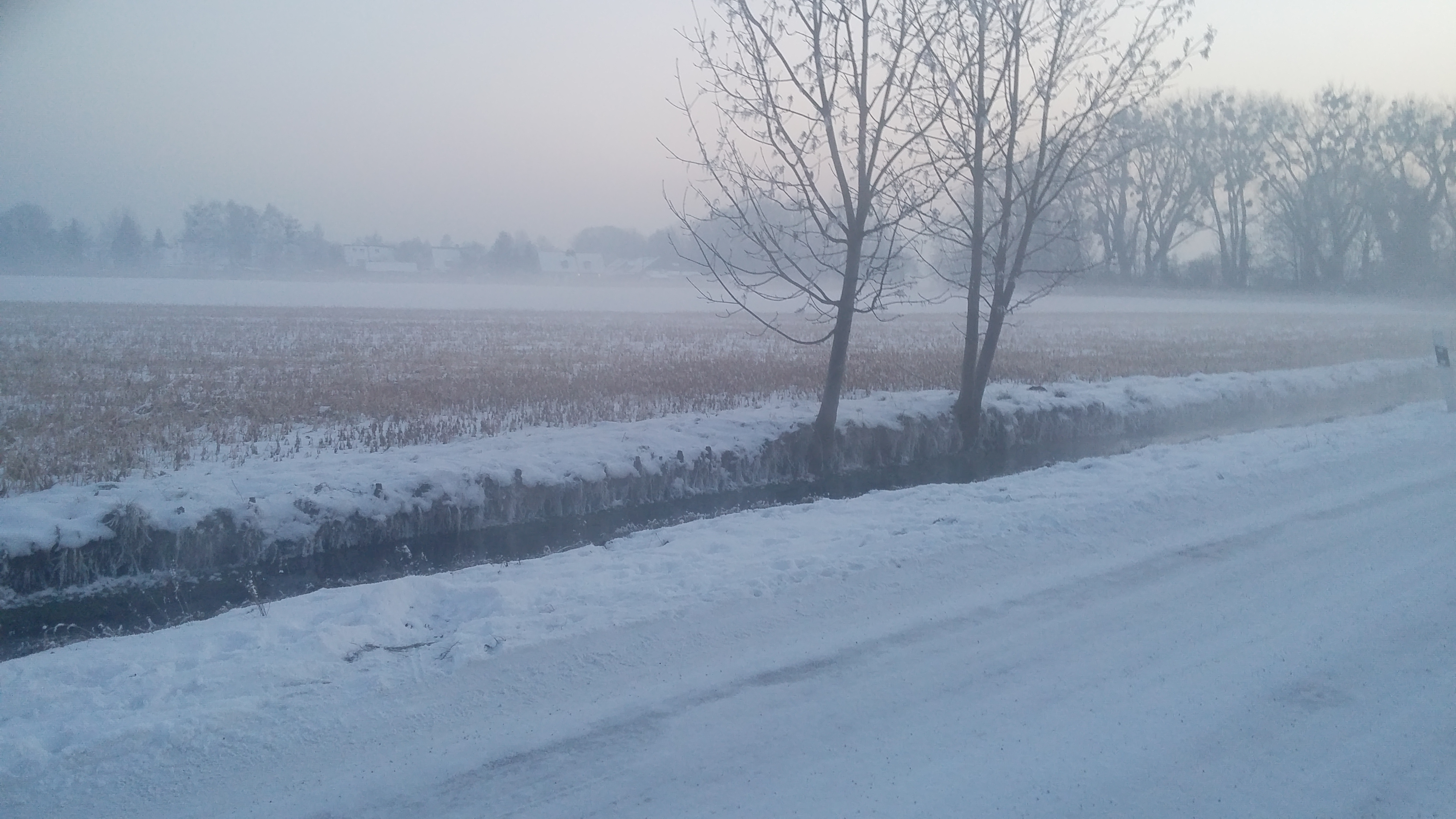
Feldmochinger Mühlbach (Nordmünchner Kanalsystem)
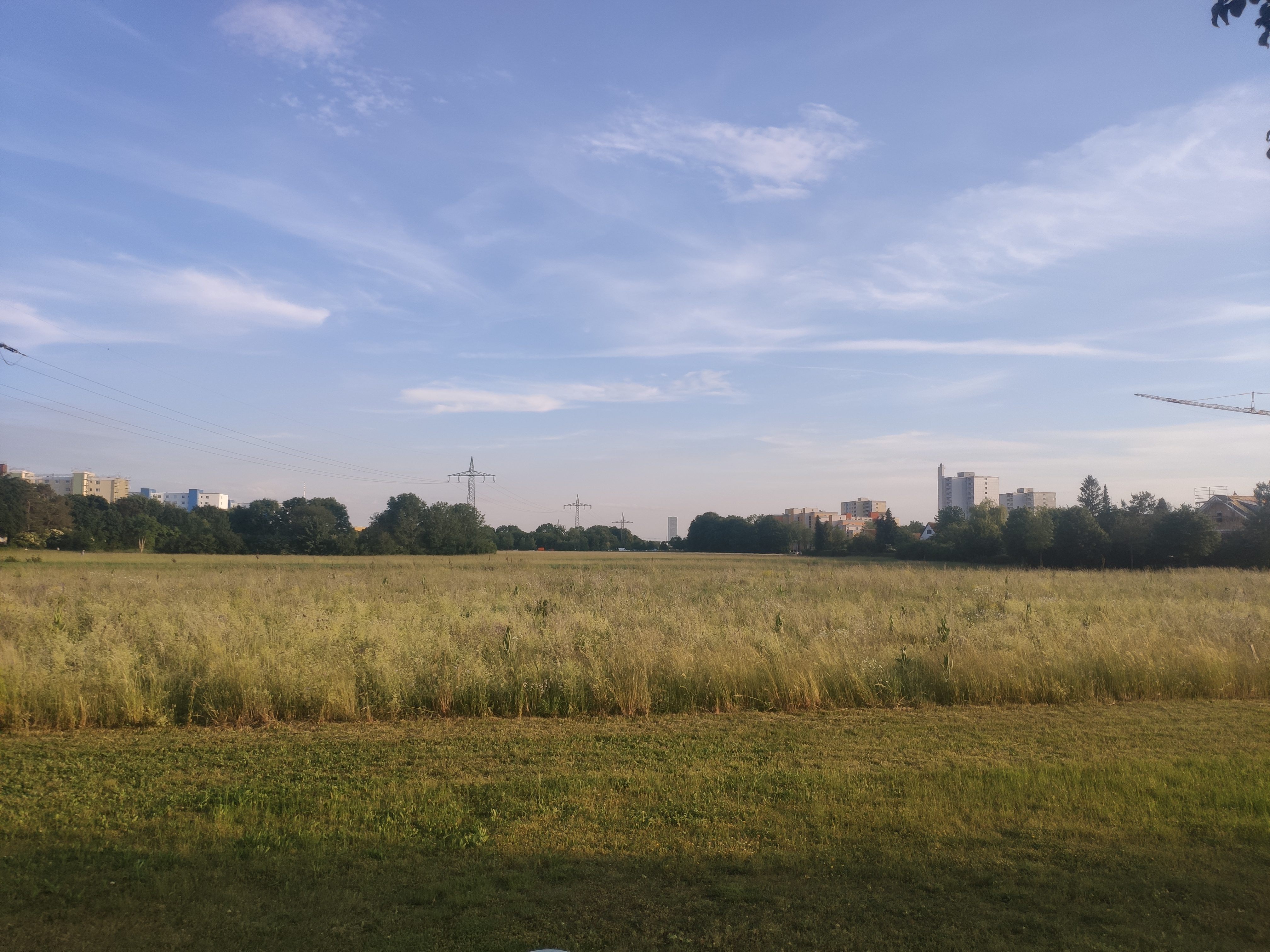
Feldmochinger Anger

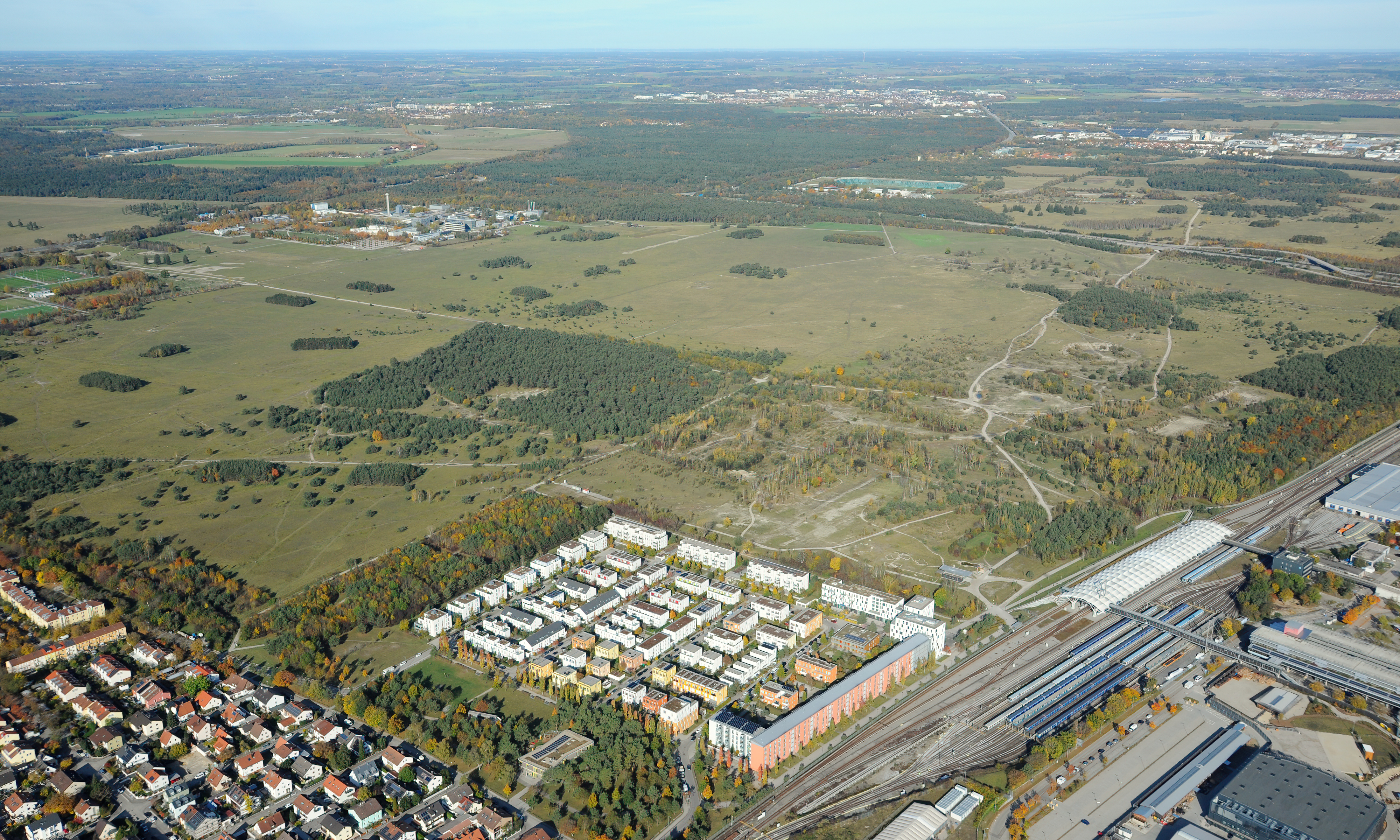
Fröttmaninger Heide
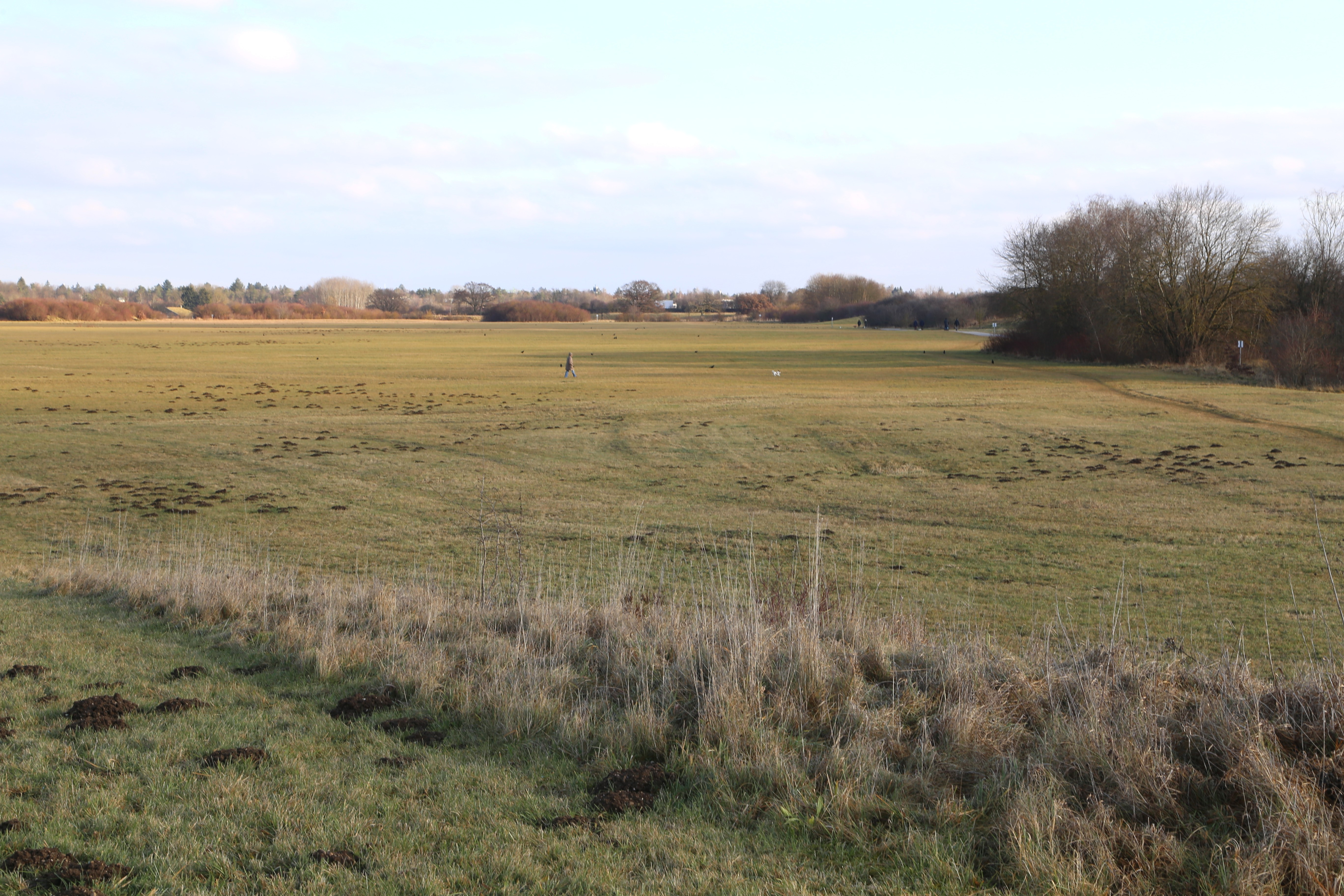
Hachinger Tal
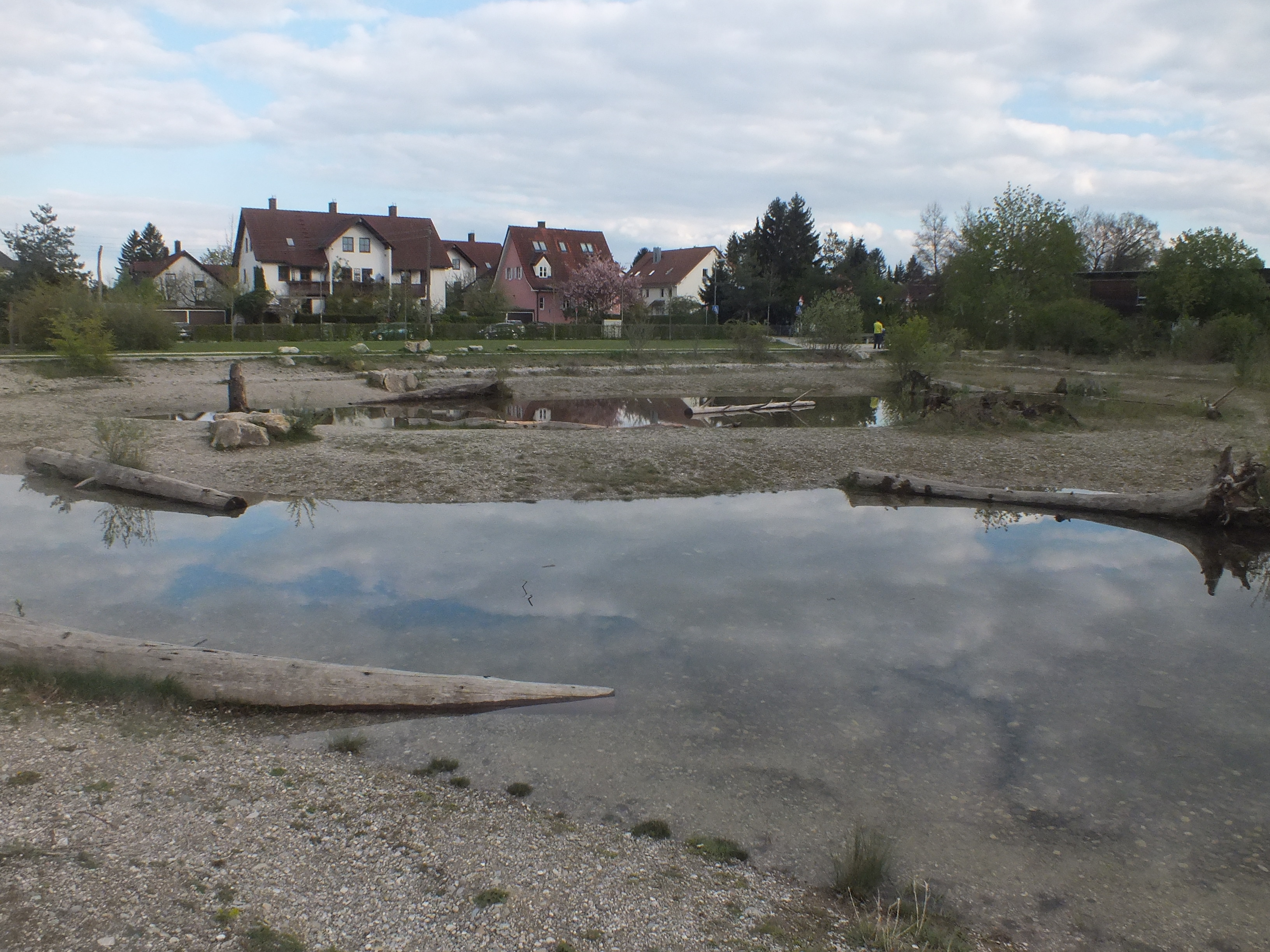
Amphibienbiotop Fasanerie
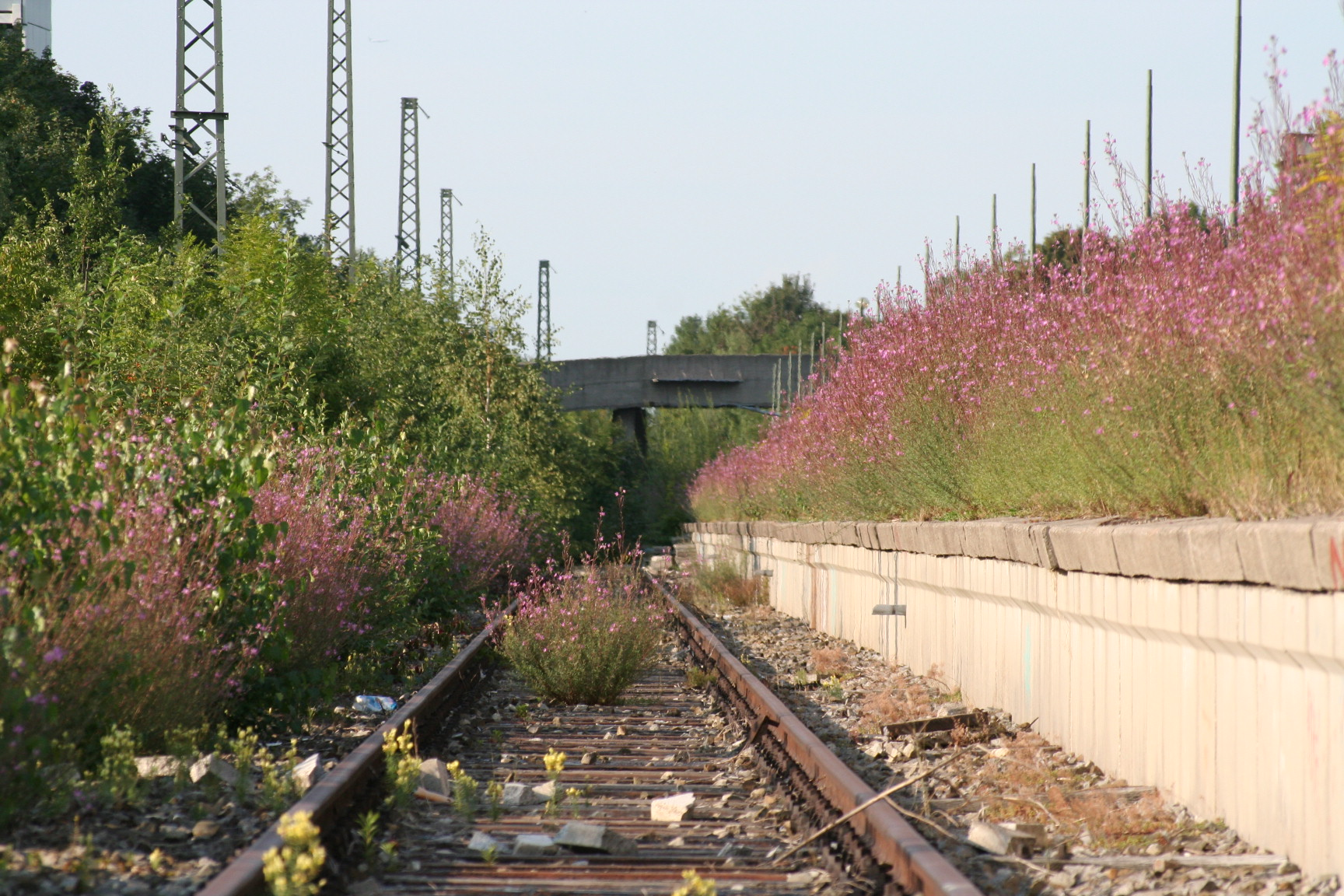
Bahnhof München Olympiastadion
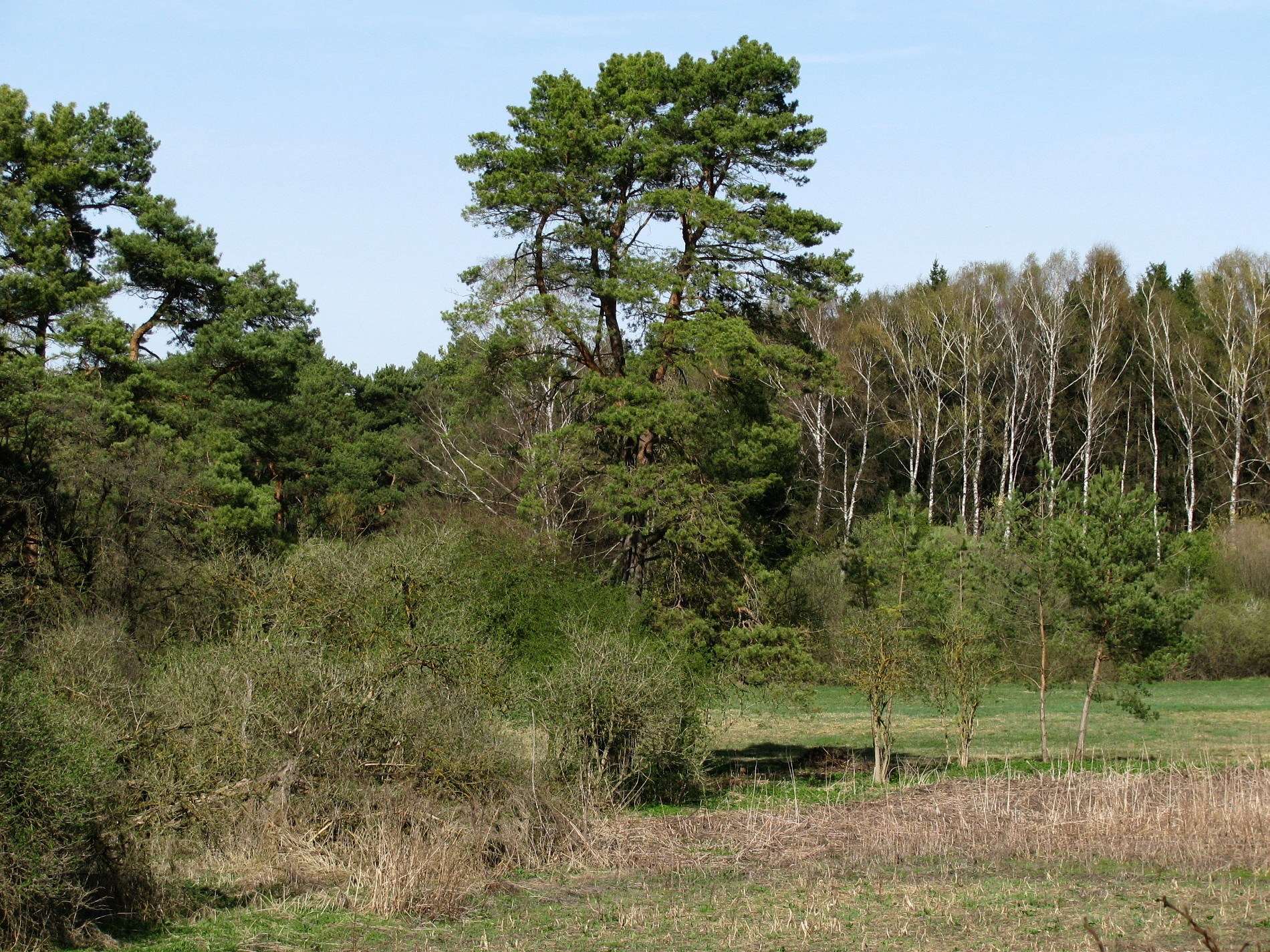
Dachauer Moos
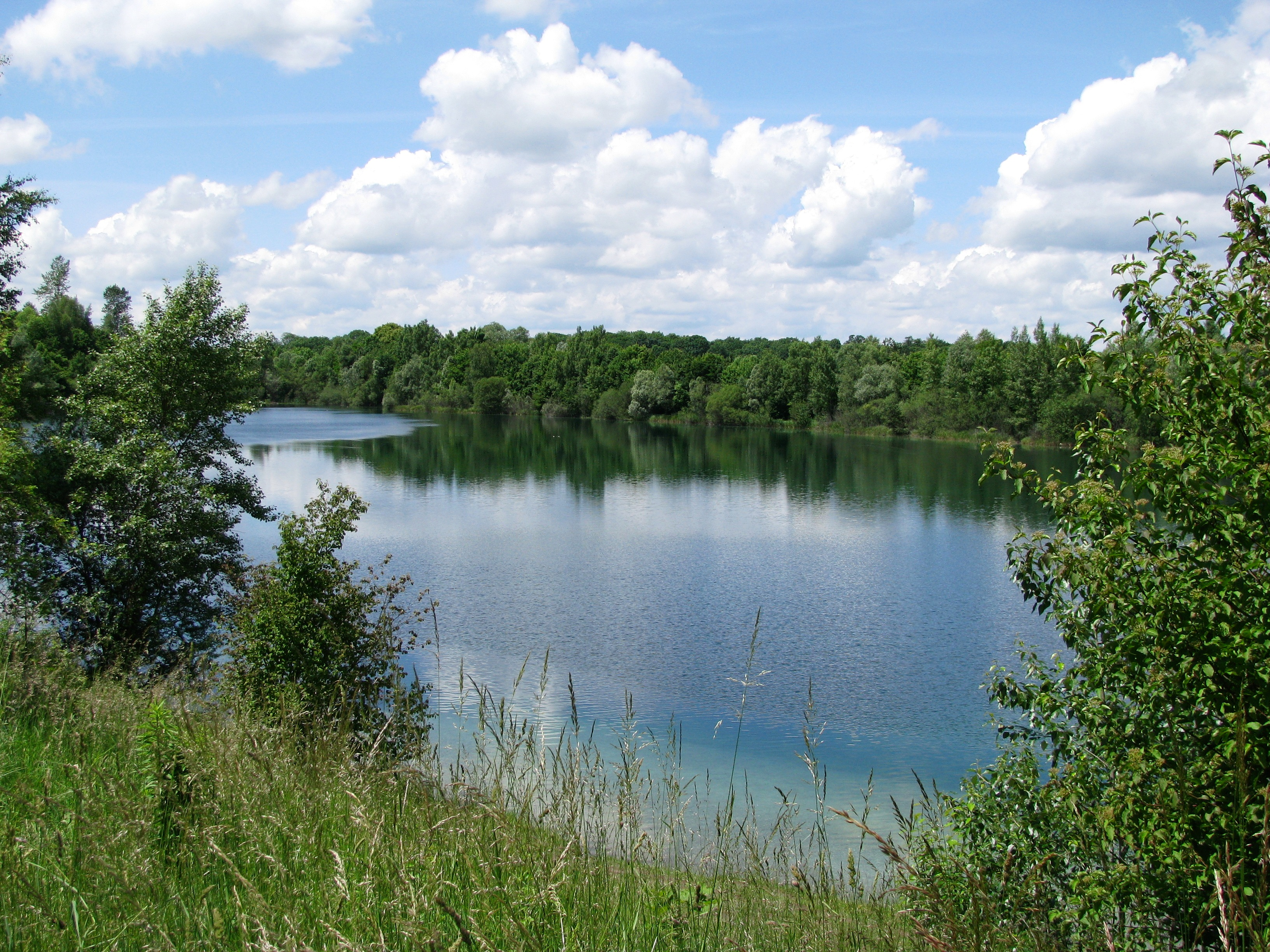
Allacher Forst
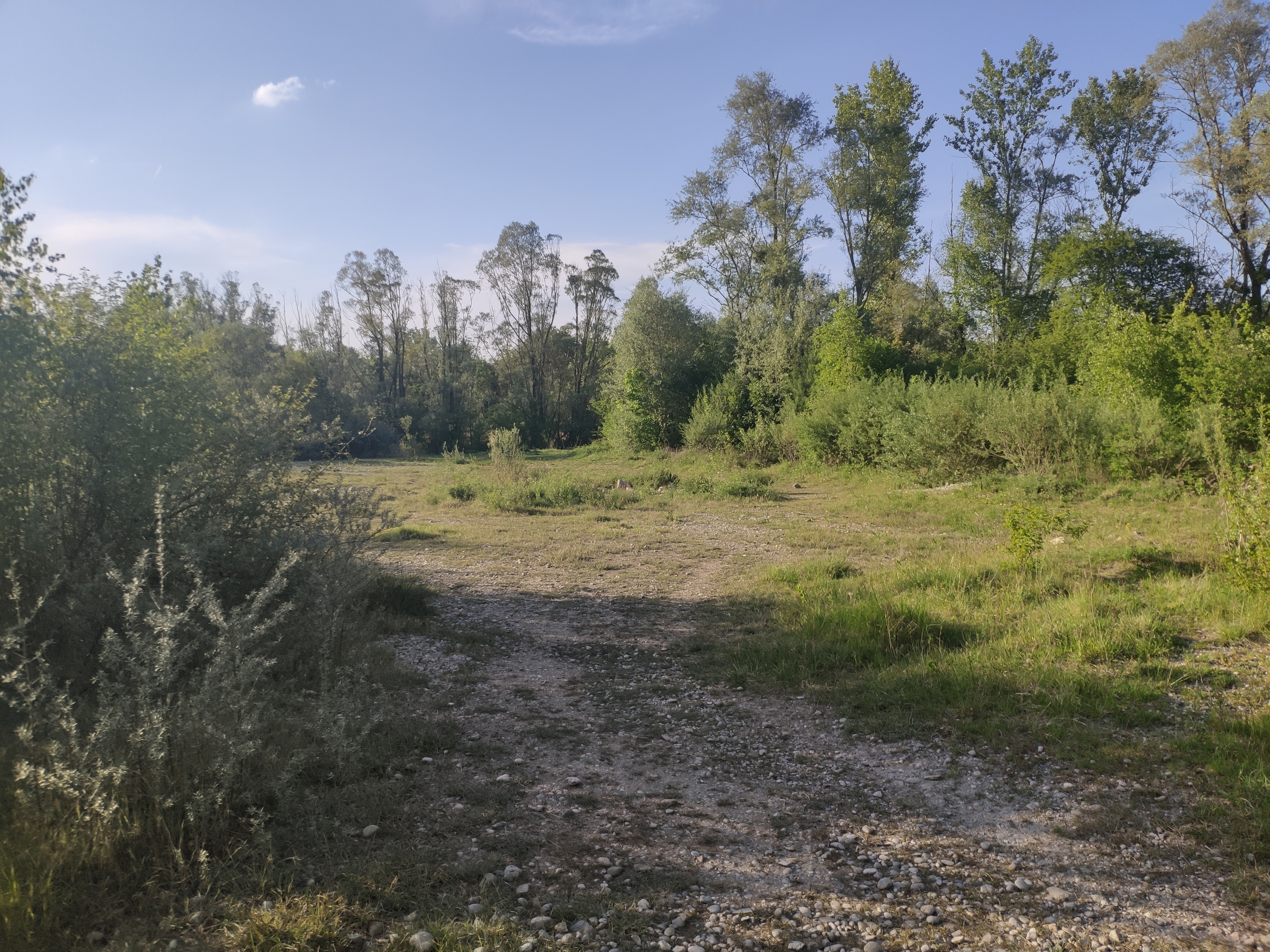
Allacher Lohe
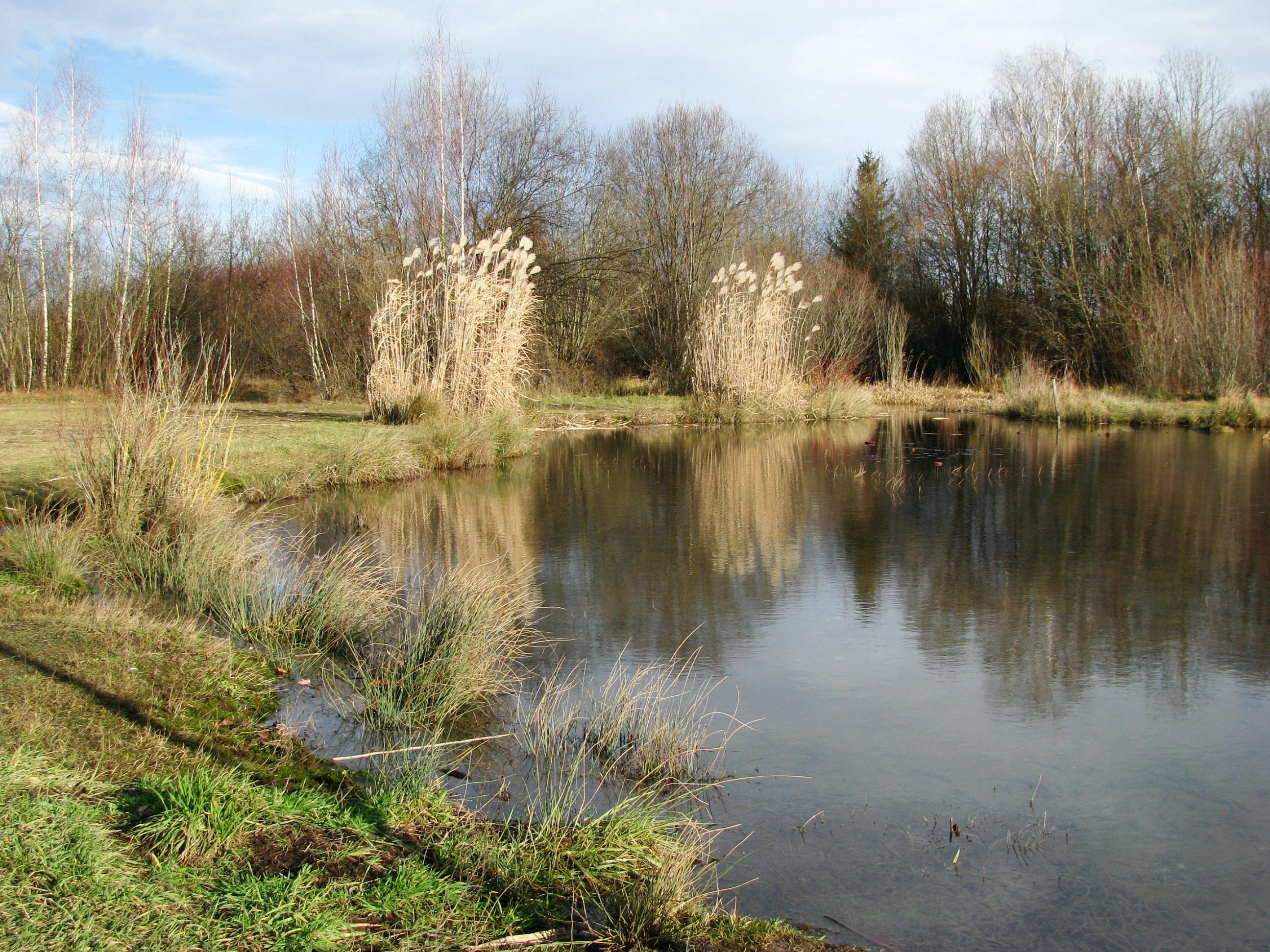
Angerlohe
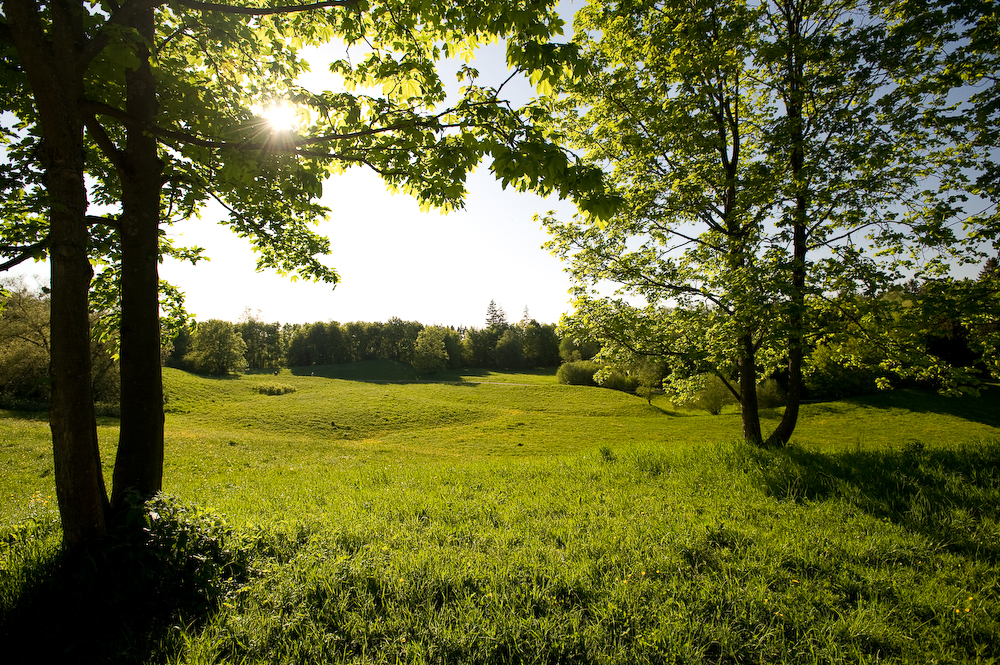
Aubinger Lohe

Fauna

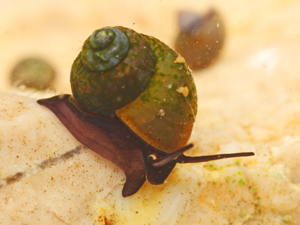
Bayerische Zwergdeckelschnecke
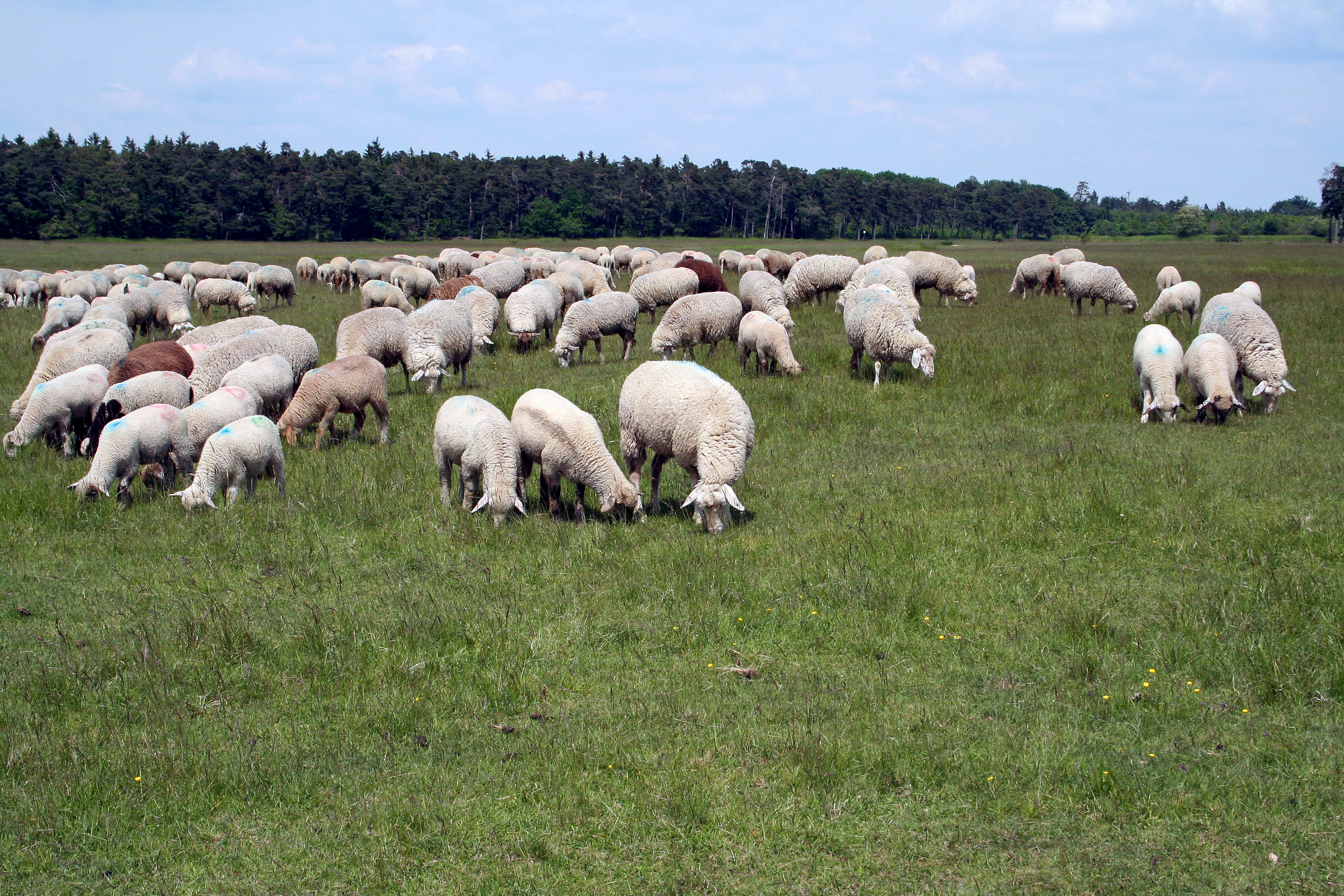
Schafe auf der Panzerwiese
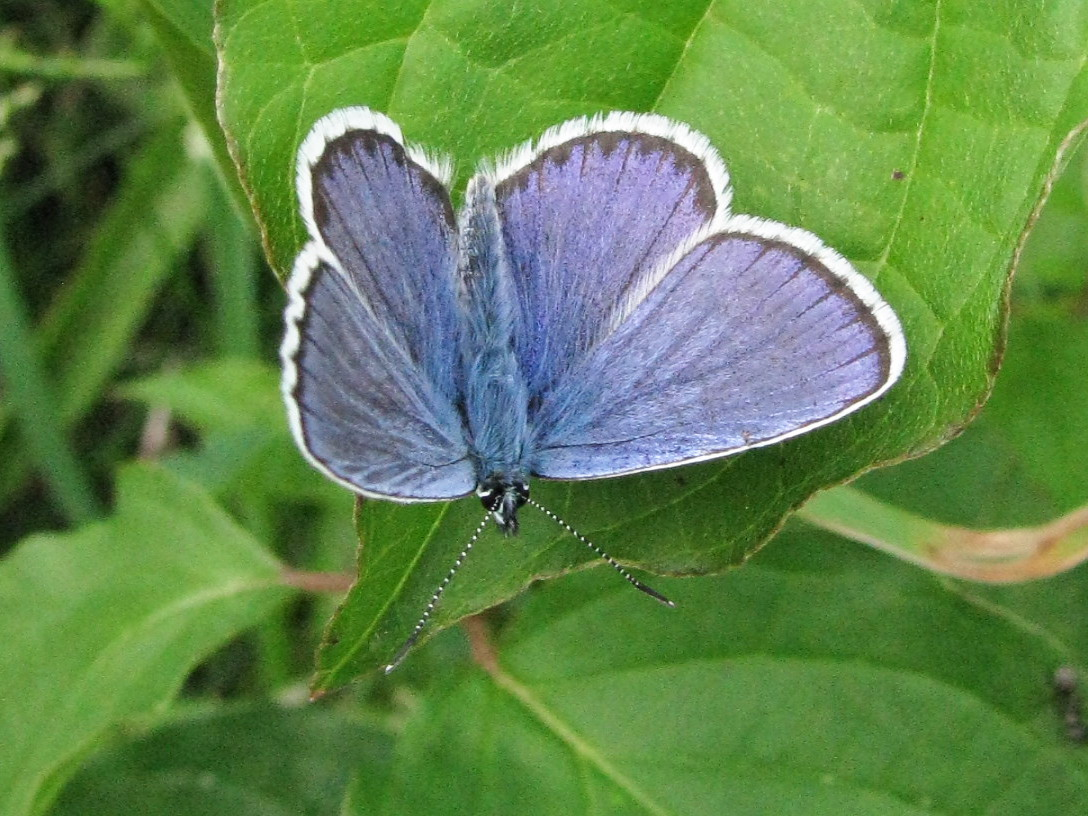
Idas-Silberfleckbläuling am Virginia-Depot
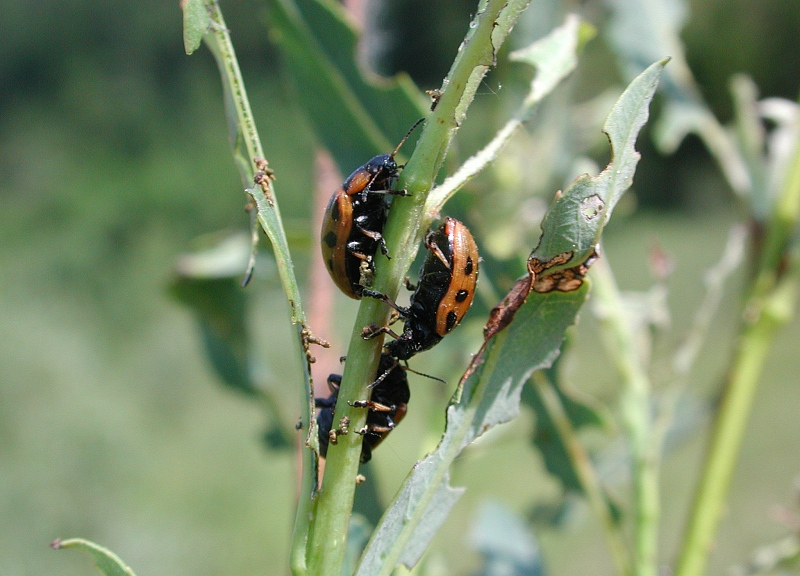
Melasoma-Blattkäfer im Isar-Tal
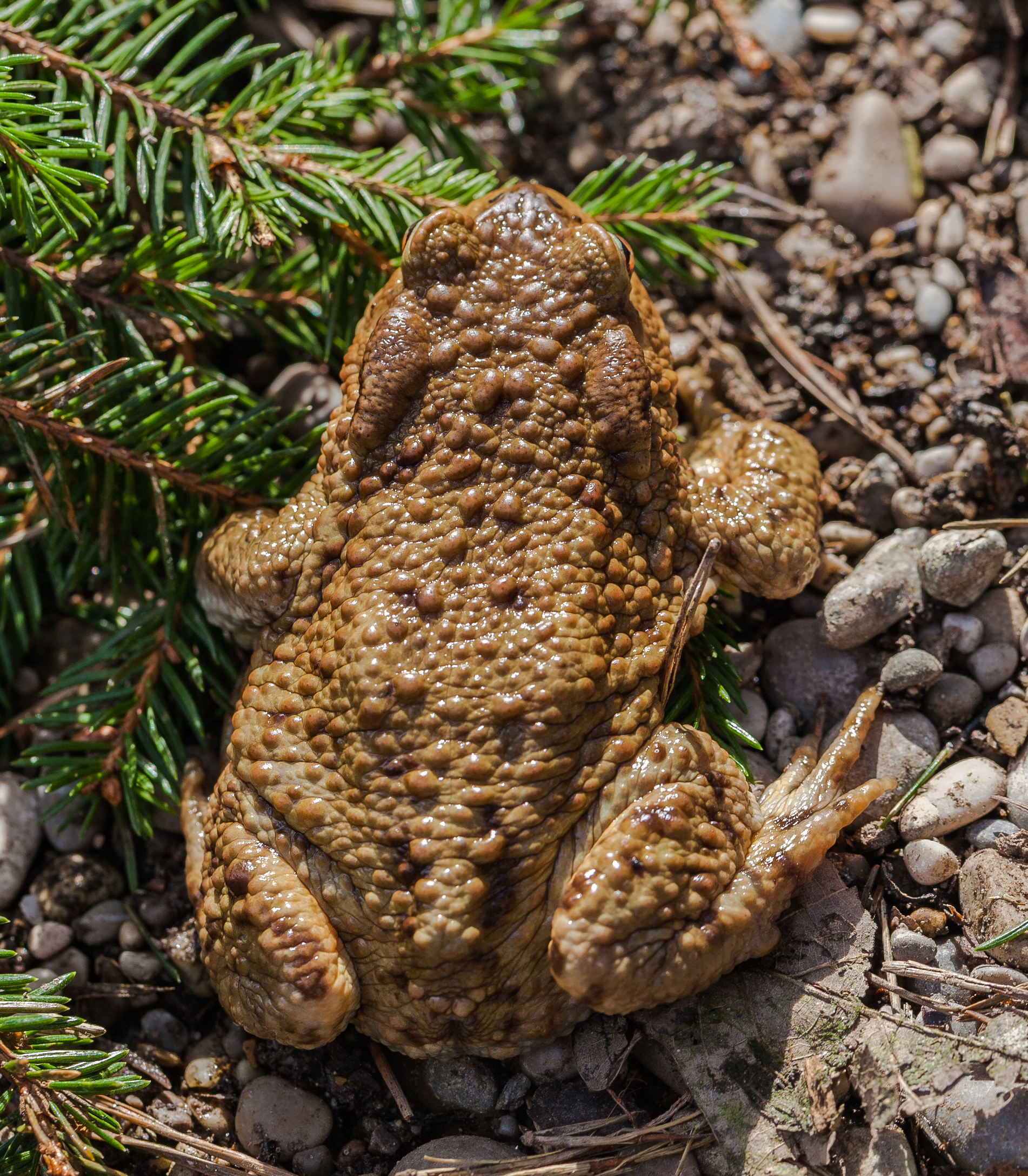
Erdkröte im Hartelholz
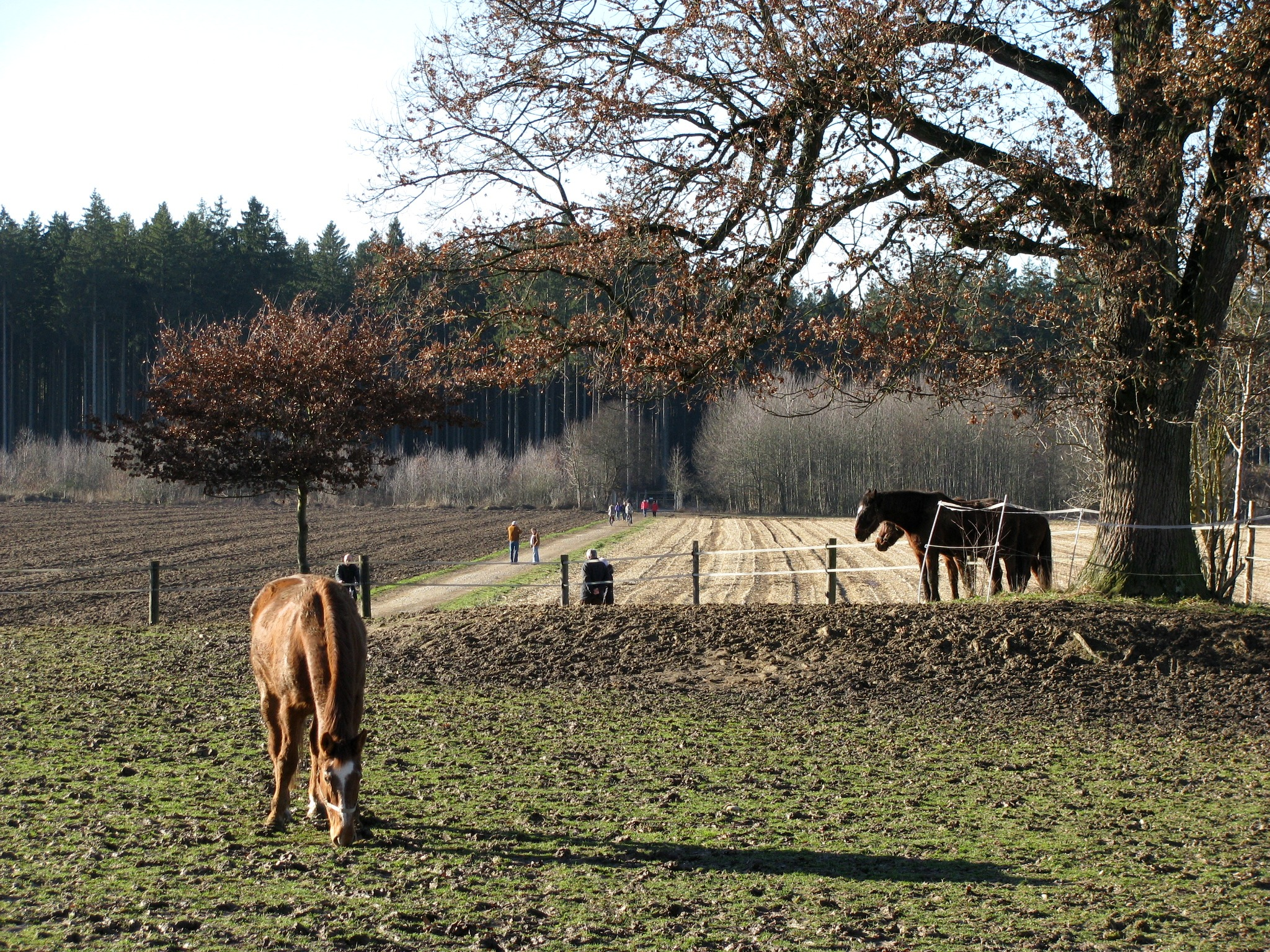
Pferde im Forstenrieder Park
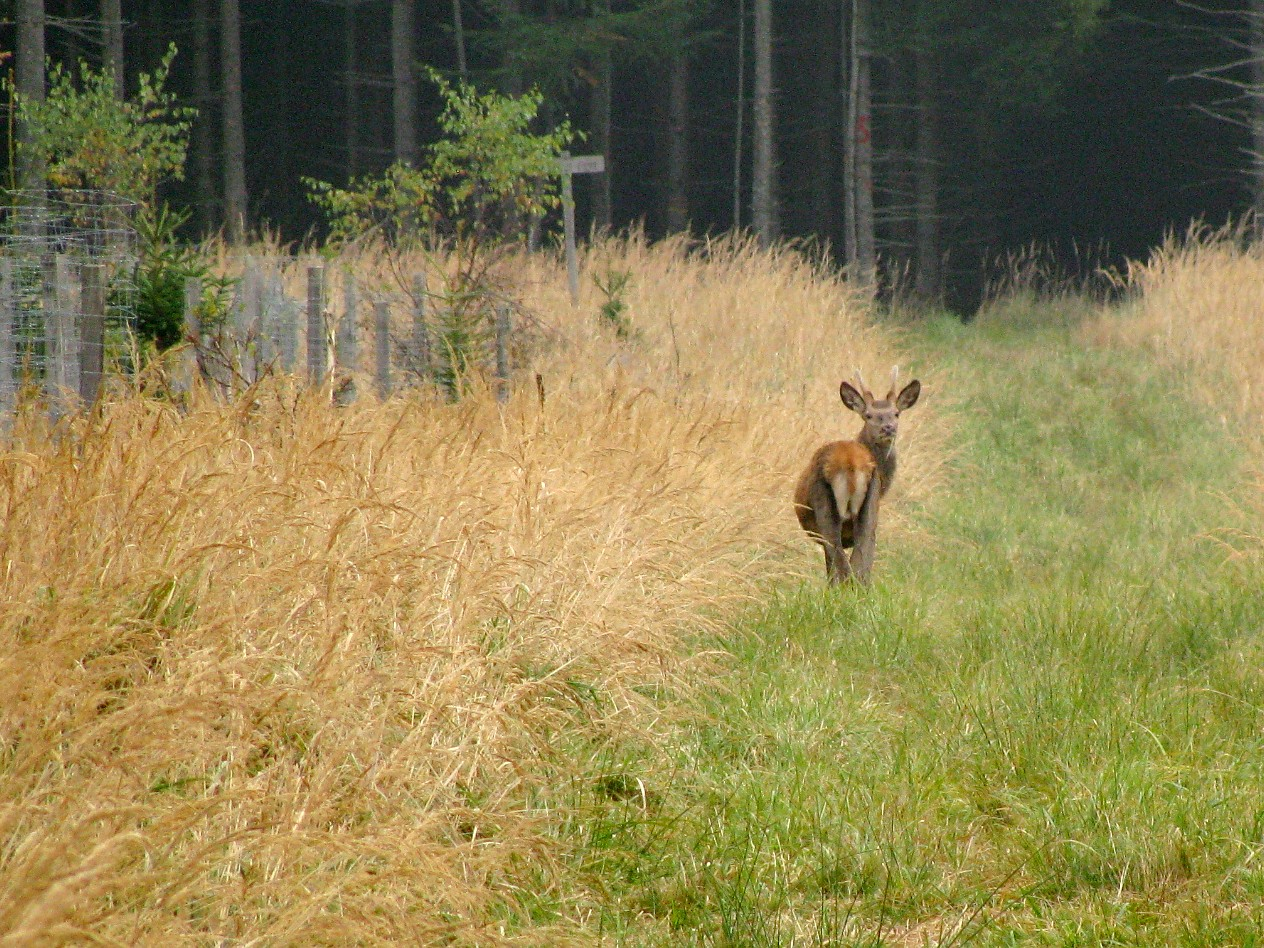
Rotwild im Forstenrieder Park
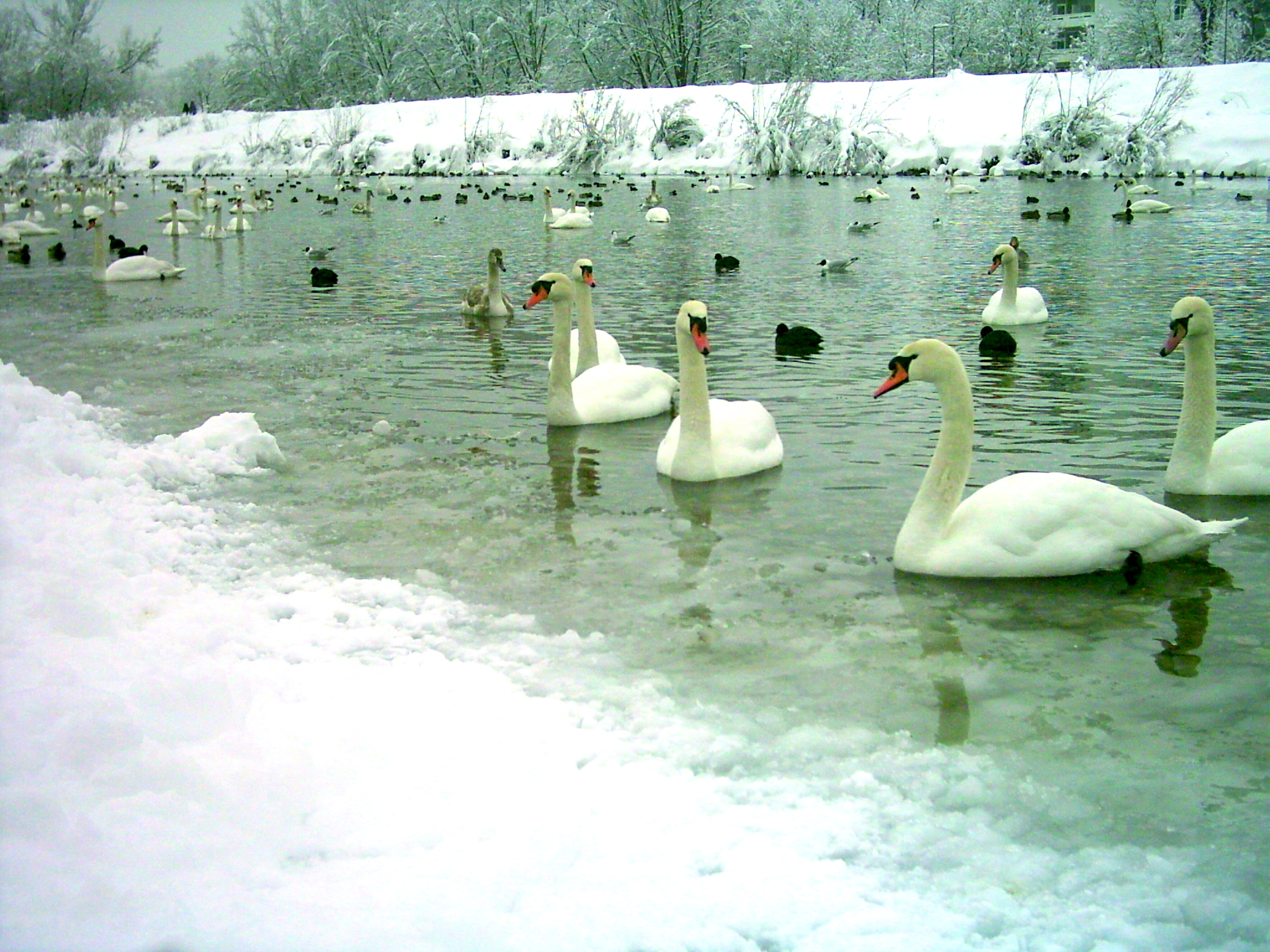
Wasservögel am Flaucher
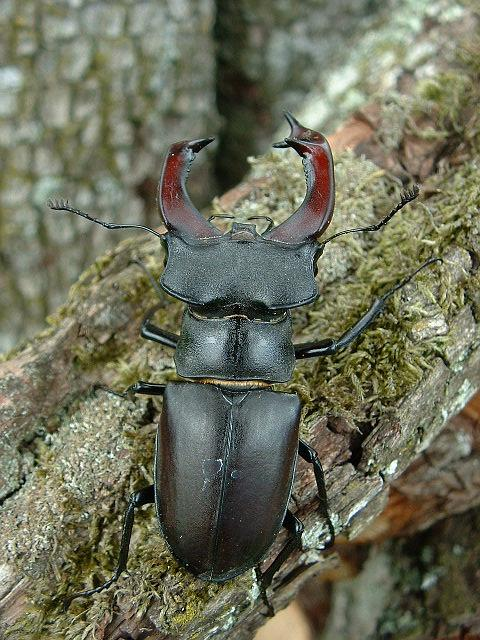
Hirschkäfer in der Allacher Lohe

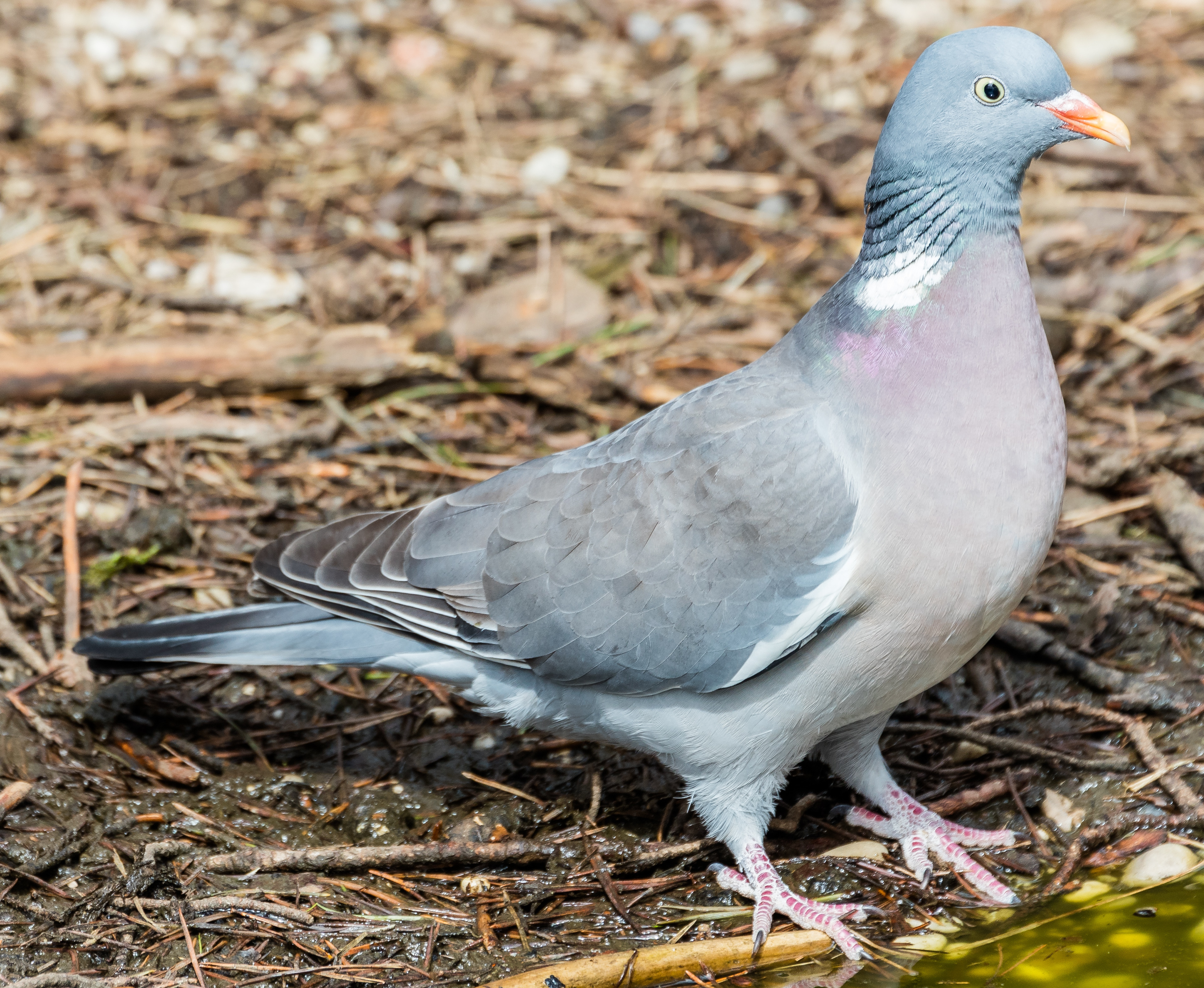
Ringeltaube im Hartelholz
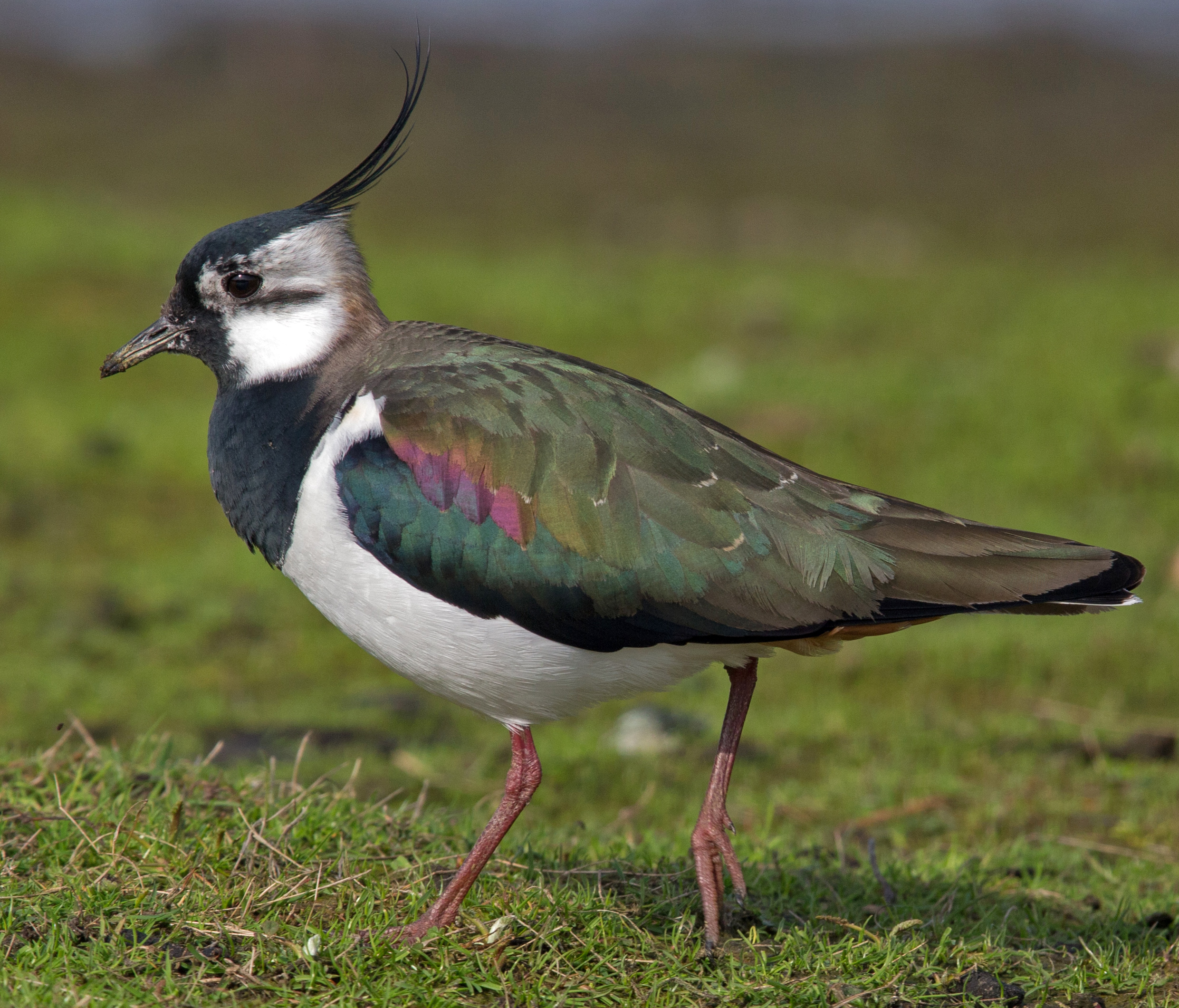
Kiebitz